# Operation Karez
Die Operation Karez war ein militärisches Unternehmen deutscher und norwegischer ISAF-Truppen im Verbund mit alliierten afghanischen Kräften im Norden Afghanistans zur Zurückdrängung aufständischer Taliban. Zwischen dem 13. und 23. Mai 2008 bekämpfte die im Regionalkommando Nord von den Norwegern gestellte Quick Reaction Force (QRF) Aufständische in den Regionen  Badghis und Faryab, die seit Ende 2007 zunehmend Anschläge auf ISAF-Truppen und afghanische Sicherheitskräfte verübt hatten.
Operation Karez war die zweite Offensivoperation deutscher und norwegischer Truppen innerhalb eines halben Jahres im Westbereich des Regionalkommandos Nord.

## Ausgangslage
Nachdem die Operation Harekate Yolo zwischen Oktober und November 2007 dazu beigetragen hat, die immer massiver auftretenden Taliban zurückzudrängen, gelang es den Aufständischen, sich in den Bergregionen des Hindukusch neu zu organisieren. 
Durch ihre Präsenz hinderten sie internationale Hilfsorganisationen daran, den Wiederaufbau in der Badghis Region voranzutreiben und die Zivilbevölkerung zu versorgen. Zudem blockierten sie Teile der ganz Afghanistan verbindenden Ringstraße und schnitten somit den Nordwesten vom Rest des Landes ab.
Dies veranlasste das Regionalkommando Nord unter Führung des deutschen Brigadegenerals Dieter Dammjacob dazu, die in Masar-e Scharif stationierte schnelle Einsatzreserve (englisch: Quick Reaction Force, kurz QRF) mit der Bekämpfung der irregulären Kräfte zu beauftragen.

## Verlauf der Operation
Das Unternehmen begann Anfang Mai mit der Verlegung des norwegischen Telemark-Bataillons nach Kor-i Karez und der Vorbereitung für die Offensive. Am 13. Mai wurde die QRF-Truppe von Einheiten der mit Handfeuer- und Panzerabwehrwaffen ausgerüsteten Taliban angegriffen und erwiderte den Angriff erfolgreich. 
Zwischen 14. und 16. Mai verwickelten die Norweger ihre Gegner in zwei groß angelegte Distanzangriffe unter Zuhilfenahme von CV-9030-Schützenpanzern, Mörsern und Luftnahunterstützung.
Die Operation endete am 23. Mai mit der Rückverlegung der QRF nach Masar-e Scharif.

## Beteiligung der Bundeswehr und Bedeutung der Operation
Das Bundestagsmandat schränkt den Einsatz der Bundeswehr im Normalfall auf den Nordbereich Afghanistans ein. Zur Teilnahme an Unternehmen außerhalb des deutschen Verantwortungsbereiches braucht die Bundeswehr eine ausdrückliche Genehmigung des Verteidigungsministers. Obwohl von deutscher Seite im Vorfeld der Operation die Teilnahme von KSK-Kräften, Aufklärungs- und Logistikelementen zugesagt wurde, legitimierte das Bundesministerium der Verteidigung (BMVg) erst am 15. Mai, also während der laufenden Offensive, den Einsatz von 45 bis 60 deutschen Soldaten, vorrangig Führungsunterstützungspersonal, Logistiker und Sanitäter.
Die deutsche Regierung hatte Bedenken, den Einsatz von Teilen des Kontingentes auf den Ghormach-Distrikt im italienischen Sektor auszudehnen.
Der deutsche Einsatz wurde vom BMVg mit der Absage seitens italienischer und spanischer Truppen begründet, die ihrerseits zeitgleich von der ISAF eine Anforderung zur Unterstützung der Alliierten im Süden erhielten und dort gebunden waren.

## Ergebnisse
Weder ISAF noch afghanische Sicherheitskräfte hatten während der Operation Verluste zu beklagen.
Operation Karez war das größte Offensivunternehmen der norwegischen Streitkräfte im Nordwesten Afghanistans.
Obwohl genaue Angaben fehlen, wird von 13 bis 15 gefallenen Talibankämpfern ausgegangen.
Am 1. Juli 2008 wurde die Führung der schnellen Einsatzreserve des Regionalkommandos Nord von den Norwegern an die Bundeswehr übergeben.

## Verweise